# Caso Peter Bergmann

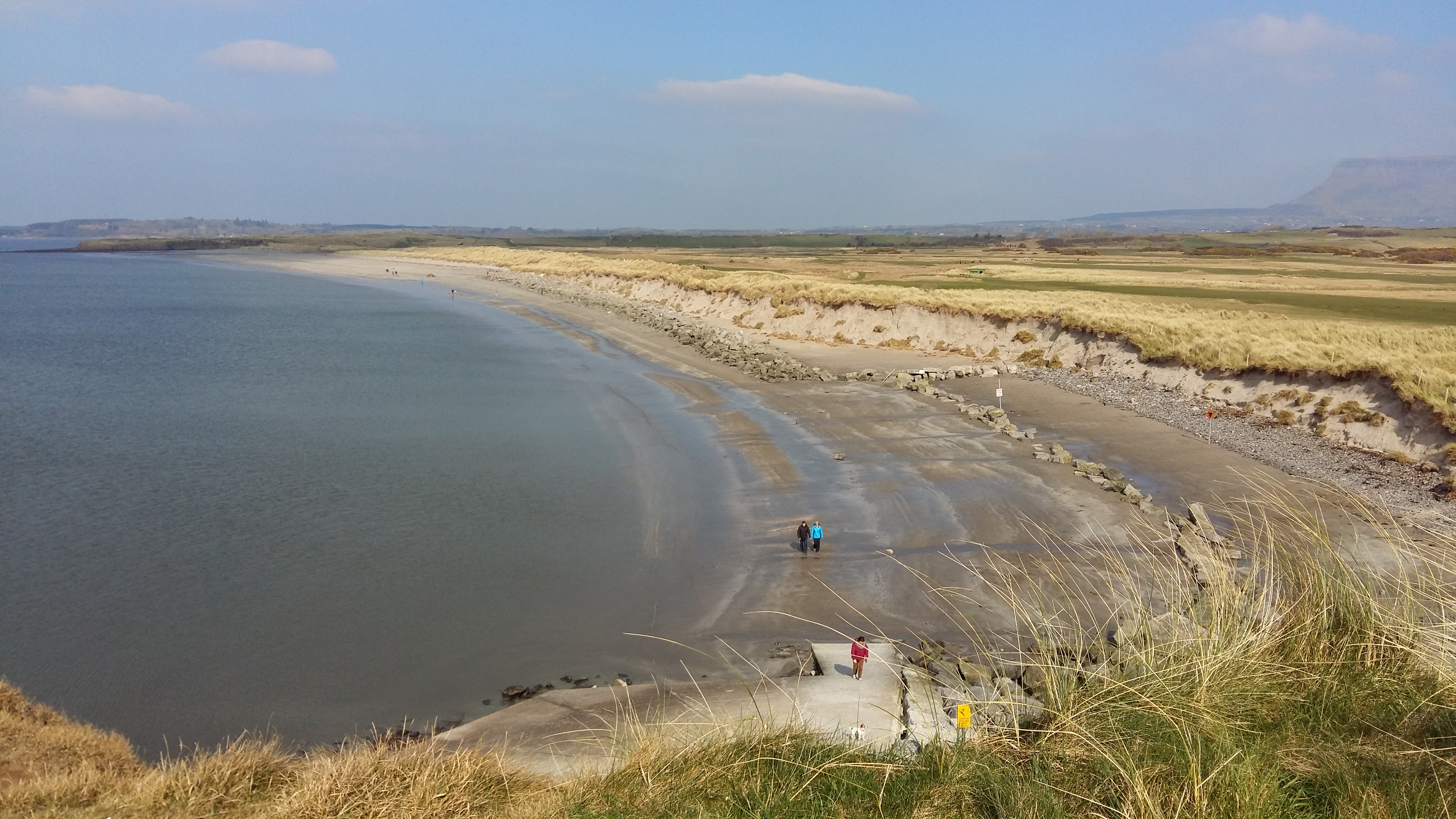
La spiaggia di Rosses Point, a 7 km da Sligo, dove il 16 giugno 2009 fu ritrovato l'uomo non identificato

Il caso Peter Bergmann è un mistero irrisolto relativo alla morte di un uomo non identificato nella contea di Sligo, in Irlanda. Dal 12 al 16 giugno 2009, un uomo che usava l'alias "Peter Bergmann" ha visitato la città portuale di Sligo, nell'Irlanda nord-occidentale. Usò questo pseudonimo al Sligo City Hotel, dove soggiornò durante la maggior parte della sua visita, e fu descritto dal personale dell'hotel e dagli inquilini con un forte accento tedesco. I movimenti dell'uomo furono ripresi dalle telecamere a circuito chiuso in tutta la città; tuttavia, i dettagli delle sue azioni e intenzioni rimangono sconosciuti. Le sue interazioni con altre persone erano limitate e si sa poco delle sue origini o del motivo della sua visita a Sligo.
Il corpo senza vita dell'uomo fu ritrovato sulla vicina spiaggia di Rosses Point la mattina del 16 giugno. Nonostante abbia condotto un'indagine di cinque mesi sulla sua morte, il corpo di polizia irlandese non è mai stato in grado di identificare l'uomo o sviluppare alcuna teoria plausibile del caso.
Il mistero è spesso paragonato al caso Tamam Shud, in cui il cadavere di un uomo non identificato è stato trovato alla fine del 1948 su una spiaggia di Somerton, un sobborgo della città di Adelaide, in Australia, sebbene il caso di Bergmann non abbia raggiunto la stessa notorietà o copertura internazionale. Questo caso rimane oscuro al pubblico e le indagini ufficiali non si sono estese al di fuori dell'Irlanda.
Il caso ha ricevuto una rinnovata attenzione negli anni 2010 ed è stato anche protagonista di un documentario intitolato The Last Days of Peter Bergmann, presentato al Sundance Film Festival nel 2014, e che ha sviluppato un piccolo seguito su siti di social media come Reddit, in cui i lettori hanno costruito teorie speculative.

## Descrizione fisica
L'uomo noto come "Peter Bergmann" aveva una corporatura snella, capelli corti e grigi, e sembrava avere tra i 50 e i 70 anni. Era alto 1,79 m, con gli occhi blu e una carnagione abbronzata. Dai rapporti dei testimoni, l'uomo era di origine tedesca e parlava con un forte accento tedesco. Di aspetto curato, il suo viso era rasato e i suoi capelli erano puliti e pettinati.
L'uomo era ben vestito con una giacca di pelle nera, pantaloni blu (taglia 50), calzini blu, una cintura di pelle nera e un paio di scarpe nere (taglia 44). I suoi abiti provenivano da C&A, una famosa catena di negozi in Europa con la maggior parte dei suoi negozi in Germania e Austria. Dall'aspetto dell'uomo si pensò che fosse un lavoratore professionista. Era un gran fumatore e diversi video delle telecamere di sorveglianza lo mostrano fumare spesso.

## Cronologia degli eventi
Venerdì 12 giugno, l'ignoto è stato avvistato per la prima volta al deposito degli autobus dell'Ulster Bus a Derry tra le 14:30 e le 16:00. Salì a bordo di un autobus diretto alla stazione di Sligo, con una borsa a tracolla nera e una borsa (a bagaglio a mano) standard. Arrivò alle 18:28 alla stazione degli autobus di Sligo e prese un taxi per il Sligo City Hotel, dove pagò per notte in contanti. Durante il check-in, l'uomo ha dato il falso nome di Peter Bergmann e come suo indirizzo Ainstettersn 15, 4472, Vienna, Austria.
Durante la sua permanenza in hotel, l'uomo è stato visto in un filmato di una videocamera di sicurezza mentre lasciava l'edificio con un sacchetto di plastica viola pieno di oggetti o effetti personali. Tuttavia, tornato dalla sua lunga camminata, non portava più con sé la borsa (si presume che avesse smaltito le sue cose in tutta Sligo e poi piegato la borsa per metterla in tasca). Le autorità non sono state in grado di identificare ciò che ha gettato via nei bidoni della spazzatura pubblici, poiché l'uomo ha usato i punti ciechi delle telecamere di sorveglianza a suo vantaggio. I suoi movimenti erano molto meticolosi e metodici come se sapesse dove nascondere i suoi effetti personali che avrebbero potuto identificarlo.
Sabato 13 giugno, l'uomo è stato visto camminare all'ufficio postale generale alle 10:49 e ha acquistato otto francobolli da 82 centesimi e adesivi per posta aerea. Il giorno seguente, l'uomo ha lasciato lo Sligo City Hotel tra le 11:00 e le 11:30 e ha chiesto a un tassista consigli per una bella spiaggia tranquilla dove poter nuotare. Il tassista dichiarò che Rosses Point sarebbe stato il posto migliore e accompagnò l'uomo sconosciuto sulla spiaggia. L'uomo è tornato con lo stesso taxi ed è stato lasciato alla stazione degli autobus di Sligo.
Lunedì 15 giugno, l'uomo è uscito dall'hotel alle 13:06 e ha consegnato la chiave della sua camera alla reception. Se ne andò con una borsa a tracolla nera, una borsa di plastica viola e una diversa borsa da viaggio nera. Non aveva la stessa borsa per il bagaglio a mano che aveva al suo arrivo a Sligo. Si diresse alla stazione degli autobus da Quay Street, Wine Street e si fermò al Quayside Shopping Centre e attese goffamente sulla porta per un certo numero di minuti. Alle 13:16 lasciò il Quayside Shopping Centre e camminò lungo Wine Street in direzione della stazione degli autobus, portando ancora con sé tutte e tre le borse. Alle 13:38 ordinò un cappuccino e un panino con prosciutto e formaggio alla stazione degli autobus. Mentre mangiava, prese in mano alcuni pezzi di carta che teneva in tasca. Dopo aver letto i foglietti, li strappò a metà e li gettò in un bidone della spazzatura lì vicino. È quindi poi salito su un autobus, che è partito alle 14:20 per Rosses Point. Sedici persone hanno riferito alle autorità di averlo visto mentre camminava sulla spiaggia salutando casualmente i passanti.
La mattina seguente, martedì 16 giugno, Arthur Kinsella e suo figlio Brian, che si stavano allenando per un triathlon, trovarono il corpo dell'uomo disteso sulla spiaggia alle 6:45 del mattino. Indossava un costume da bagno di tipo Speedo a strisce viola, con le mutande e una maglietta di colore blu scuro infilati in esso. Arthur e Brian hanno recitato il Padre nostro per l'uomo, e poi hanno chiamato il Gardaí. Alle 8:10, la dott.ssa Valerie McGowan dichiarò ufficialmente che l'uomo era morto. Dopo la scoperta del cadavere, un'indagine di cinque mesi è stata condotta dal Gardaí.
Dopo le indagini della polizia a seguito della sua morte, è stato scoperto che l'indirizzo da lui fornito apparteneva a un edificio libero. Ciò implica che l'uomo voleva rimanere sconosciuto e ha pianificato preventivamente le sue mosse in modo che non potesse essere identificato.

## Dopo la morte
Secondo il rapporto post mortem, il corpo dell'uomo è stato trovato sulla spiaggia di Rosses Point con la maggior parte dei vestiti lasciati sulla riva, senza portafoglio, denaro o documento di identificazione. Anche se l'uomo era stato trovato sulla riva, il medico legale di Sligo Clive Kilgallen non trovò prove di "annegamento in acqua salata".  I denti dell'uomo erano in buone condizioni e mostravano segni di diverse operazioni dentali. Aveva un ponte, canali, corone, un dente d'oro pieno nella parte posteriore superiore destra della bocca e un piccolo riempimento d'argento lungo la gengiva sul lato sinistro della mascella inferiore.
Nonostante il suo aspetto curato, l'uomo era in pessime condizioni di salute. L'esame post mortem ha mostrato stadi avanzati di carcinoma prostatico e tumori ossei. Il suo cuore mostrava segni di precedenti infarti e possedeva un solo rene, l'altro rimosso. Per un uomo che aveva gravi condizioni di salute, l'esame tossicologico non ha rilevato nessun tipo di farmaco nel suo corpo. Il medico legale ha dichiarato che, a causa dei suoi attacchi di cuore e dello stato di salute, l'uomo avrebbe sofferto di un dolore significativo e avrebbe richiesto farmaci antidolorifici da prescrizione o almeno antidolorifici da banco. Dopo un'indagine di cinque mesi, il corpo fu sepolto a Sligo.
Al funerale hanno partecipato quattro Gardaí.
Nel 2015 il quotidiano francese Le Monde ha riferito di aver contattato la polizia austriaca per il caso e che la polizia austriaca ha commentato che il Gardaí non li aveva mai contattati. Le Monde ha anche riferito che non esiste un avviso Interpol per l'uomo non identificato, affermando che poiché il corpo non rientrava nelle due categorie Interpol di persona scomparsa o persona ricercata spettava al suo paese di origine segnalarlo come disperso.
Nel 2020 il sito web Ireland Today ha riportato una nuova teoria sull'identità dell'uomo: l'alias "Bergmann" fu usato dopo la seconda guerra mondiale dal figlio del leader nazista Martin Bormann. L'Irlanda oggi teorizza che l'identità dell'uomo sia quella del figlio di un nazista di alto rango che voleva nascondere la sua identità. Tuttavia, secondo la stime della sua età alla morte, l'uomo sarebbe nato diversi anni dopo la Seconda guerra mondiale. Inoltre, "Bergmann" è uno dei 100 cognomi più diffusi nei Paesi di lingua tedesca, rendendolo un semplice alias.